# کلمان لوفر
کلِمان لُفِر (به فرانسوی: Clément Lefert) (زادهٔ ۲۶ سپتامبر ۱۹۸۷) شناگر اهل فرانسه است.